# Periclimenaeus bermudensis
Periclimenaeus bermudensis är en kräftdjursart som först beskrevs av Armstrong 1940.  Periclimenaeus bermudensis ingår i släktet Periclimenaeus och familjen Palaemonidae. Inga underarter finns listade i Catalogue of Life.